# Esther (film 1986)
Esther è un film del 1986 diretto da Amos Gitai.
Attraverso questo mito di sopravvivenza e resistenza raccontato come un tableau vivant, il regista intende denunciare la politica bellicista israeliana. Esther rappresenta il primo film della trilogia sull'esilo, seguito da Berlin-Yerushalaim e Golem - Lo spirito dell'esilio.

## Trama
È narrata la storia di Esther dell'Antico Testamento.
Quando il re Assuero di Persia cacciò dalla sua corte la regina Vashti per avere rifiutato di presentarsi al suo cospetto, si scatenò una ricerca forsennata di giovani vergini in tutto il regno, che si estendeva dall'India all'Etiopia. Esther, una'orfana allevata dallo zio giudeo Mardocheo, entrò nell'harem del re, il quale la scelse come sua regina senza sapere che fosse ebrea.
A corte, Esther sventò un attentato contro il re grazie alle informazioni dello zio. Per il servizio reso, Esther e Mardocheo diventarono gli unici personaggi della corte liberi di non prostrarsi davanti a nessuno. Ma quando Mardocheo si rifiutò di inchinarsi al Ministro Amàn, quest'ultimo ordinò la morte di tutti i giudei del regno sotto il sigillo del re. Il piano fu scoperto da Esther e da Mardocheo, i quali elaborarono un piano per salvare il proprio popolo. Mardocheo agì in anticipo contro Amàn ordinando lo sterminio vendicativo di tutti coloro che volevano la morte dei Giudei.

## Produzione
Il film fu girato a Wadi Salib, antico quartiere arabo della città di Haifa che i palestinesi abbandonarono dopo l'esodo del 1948. Il set fu lasciato come appare. Il palazzo del Re è un edificio diroccato e i costumi sono abbozzati. Nella scena della condanna a morte di Amàn, sono presenti dei ragazzi in abiti moderni. Talvolta in sottofondo si sentono i rumori della città moderna, e del muezzin che richiama alla preghiera. Il messaggio del film è da ricercarsi anche dietro queste scelte tecniche. La storia biblica
viene quindi attualizzata e trasposta al caso palestinese.
Esther è il primo lungometraggio narrativo di Amos Gitai. Prima di questo film, era stato autore di documentari, alcuni dei quali furono censurati dalle reti televisive israeliane in quanto ritenuti di propaganda filopalestinese. Esther fu prodotto nel periodo in cui il regista si era trasferito a Parigi.

## Riconoscimenti
- 1986: Festival di Cannes - Candidatura al miglior film, Settimana internazionale della critica
- 1987: Torino Film Festival - Miglior lungometraggio (ex aequo con Noir et blanc)
- 1989: International Film Festival Rotterdam - Candidatura al miglior film